# Congress of the People (1955)
Der Congress of the People (Volkskongress), an dem sich etwa 3000 Personen beteiligten, fand vom 25. bis 26. Juni 1955 in Kliptown statt, einem heutigen Stadtteil von Soweto. Dieser Congress stellte ein Bündnis aller relevanten Kräfte dar, die sich für die Abschaffung der Apartheid einsetzten und sollte der Verabschiedung der Freiheitscharta (engl. Freedom Charter) in Südafrika dienen.

## Vorgeschichte
Bevor der Congress of the People stattfand, wurde der Freedom Day (Tag der Freiheit) für Südafrika am 26. Juni 1950 ausgerufen. Die Defiance Campaign von 1952 bis 1953 war die erste landesweit organisierte gewaltfreie Aktion gegen das Apartheidsystem, die zwar zu keiner Änderung an den Apartheid-Gesetzen geführt hatten, führte aber dazu, dass sich politische Organisationsstrukturen gefestigt und herausgebildet hatten. Als der African National Congress (ANC) im Jahr 1954 erkannte, dass eine Bewegung gegen die Apartheid im Entstehen war, schlug er den Congress of the People vor, der eine Freiheitscharta verabschieden sollte und damit eine Voraussetzung für eine breite Basis für die Überwindung der Apartheid bilden sollte. Diese politische Konzeption ging auf einen Vorschlag von Z.K. Matthews zurück.

## Vorbereitung
Zur Ausarbeitung der Charta und für die geplante massenhafte Verbreitung der Inhalte war die Congress Alliance gebildet worden, die ein breites Bündnis darstellte, das sich auf Initiative des National Action Council vom ANC gebildet hatte. In dem Bündnis vertrat der ANC die schwarze Bevölkerungsmehrheit, der South African Indian Congress die südafrikanischen Einwohner indischer beziehungsweise asiatischer Abstammung, der South African Congress of Trade Unions die Gewerkschaften, der Coloured People’s Congress die Mischlinge, und der South African Congress of Democrats die fortschrittlichen Weißen. Die gesamte Bevölkerung Südafrikas war aufgefordert worden, sich mit Vorschlägen zur Charta an die Congress Alliance zu wenden. Der Charta-Vorschlag lag dreisprachig in Englisch, Sotho und Xhosa vor.
Um die zahlreichen Vorschläge in die Charta einzuarbeiten und auf dem Kongress zu präsentieren, hatte sich am 23. Juni 1955 eine kleine Gruppe von Redakteuren der Congress Alliance in Tongaat getroffen, um die eingegangenen Forderungen und Vorschläge zusammenzufassen und diese in das Grundsatzdokument einzuarbeiten.

## Congress of the People
Das Gelände des Kongresses in Kliptown befand sich im Freien, es sollte keine Aufmerksamkeit bei der South African Police erregen. Die Kongress-Teilnehmer waren Delegierte aus allen Teilen des Landes. Es kamen etwa 3000 Personen zum Congress of the People, wo sie die Charta mit den Forderungen nach Demokratie, Gleichberechtigung sowie Menschenrechten diskutierten. Alle Punkte wurden besprochen, abgestimmt und die Freiheitscharta verabschiedet. Das beschlossene Grundsatzprogramm sollte durch Unterschriften in den jeweiligen Provinzen des Landes bestätigt werden, beschlossen wurden folgende Quoten: Transvaal 450.000, Cape Province 350.000, Natal 150.000 und Orange Free State 50.000 Unterschriften. Nach der Verabschiedung der Charta verbreitete sie sich im ganzen Land, sie wurde nicht nur diskutiert, sondern auch auf Wänden gemalt, plakatiert und mit Flugblättern verbreitet. Die Freiheitscharta ist bis heute wichtiges Instrument der Anti-Apartheid-Bewegung und gehört bis in die Gegenwart zu den politischen Grundlagendokumenten des ANC.

## Auswirkung
Die Apartheid-Regierung unter Premierminister Johannes Strijdom sah in der Durchführung des Congress of the People und der Verabschiedung der Freiheitscharta einen Landesverrat und ab Anfang Dezember 1955 wurden insgesamt 104 Schwarze, 23 Weiße, 21 indischstämmige Personen und 8 Coloureds verhaftet. Sie waren alle führende Mitglieder der beteiligten Organisationen, die den Congress of the People vorbereitet und durchgeführt hatten. In einer Gerichtsverhandlung, dem sogenannten Treason Trial, mussten im Laufe der nächsten fünf Jahre alle Angeklagten freigesprochen werden. Der Besitz und die Weiterverbreitung der Freiheitscharta blieben allerdings in Südafrika bis zum Ende der Apartheid im Jahr 1994 verboten.